# Chromomastax jagoi
Chromomastax jagoi är en insektsart som beskrevs av Marius Descamps 1973. Chromomastax jagoi ingår i släktet Chromomastax och familjen Euschmidtiidae. Inga underarter finns listade i Catalogue of Life.